# إعلانات التوظيف
اعلان التوظيف, يعرف أيضا ب اتصالات التوظيف  ، ويشمل جميع الاتصالات المستخدمة من قبل منظمة لجذب المواهب للالتحاق بها.
يشكل إعلان التوظيف الانطباع الأول للشركة المعلنة لدى كثير من الناس، والانطباع الأول للشركة يساعد الشخص / الأشخاص المستهدفين في تحديد الرغبة في الوظيفة المعلن عنها من عدمها. إعلانات التوظيف عادة ما يكون لها شكل موحد وتحتوي على العناصر التالية:
- المسمى الوظيفي والموقع
- فقرة توضيحية تصف الشركة، بما في ذلك علامتها التجارية
- وصف الوظيفة
- مؤهلات القبول
- حزمة المنافع والأجور (لا يعلن عنها في كثير من الأحيان)
- بعض التفاصيل الإضافية واستمارات التقديم

عند التوظيف تلجأ الشركات لعدد من القنوات والخيارات المتاحة ومنها:
- الاحتفاظ بشركة بحوث دائمة
- الاستعانة بشركة بحث جديدة
- الاستعانة بمزود خارجي للتوظيف
- استخدام خدمة استيفاء المرشح
- استخدام وكالة من وكالات إعلانات التوظيف
- الاحتفاظ بوكالة إعلانات توظيف متخصصة
- الاستفادة من وسائل الإعلام القديمة للإعلان عن الوظائف (الصحف والإذاعة والتلفزيون)
- الاستفادة من لوحات الاعلانات
- الاستفادة من وسائط الإعلام الجديدة
- الاستثمار في موارد داخلية إضافية

كل هذه القنوات لها فوائدها والعديد من الشركات تستخدم مزيج من أو جميع الخيارات المذكورة أعلاه.
الاستعانة بوكالة اعلانات توظيف متخصصة تمكن المنظمات من تلقى المشورة المهنية حول وسائل الإعلام والتصميم والطباعة المتعلقة على وجه التحديد بعملية التوظيف. وهذا يتيح لاعلاناتها أن تبرز في الوسائل ذات الصلة وبناء علامة تجارية خاصة بالتوظيف. أصبح المعلنون مؤخرا قادرون على استخدام المواقع المصغرة لوضع محتوى إعلان العمل بشكل أكثر إبداعا بأدنى مساحة.  اعلان التوظيف تحول لخدمة متخصصة حيث أن معظم المؤسسات الرائدة تحولت استخدام خدمات وكالات متخصصة.
تغير الشركات طرقها المستخدمة في البحث عن المواهب وهذا أدى نشؤ مواقع إلكترونية يقوم العاملون المستقلون بالاشتراك بها والدخول في مزايدات على الوظائف المعلن عنها؛ وعادة التسجيل مجاني فيها ولكن الوكالة تأخذ ما بين 10% و 25% مما يحصل عليه المتقدمين.